# کاردک خامه‌کشی

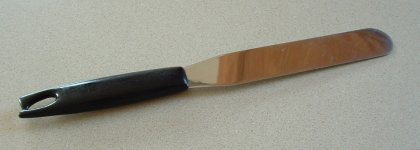
تصویر Strutto یکی از انواع روغن تردکننده شیرینی یا شورتنینگ که در ایتالیا تولید می‌شود.

کاردک خامه صاف‌کن (به انگلیسی: Frosting spatula)، ابزاری است از جنس فلز و به شکل کارد که برای برای پخش و صاف کردن خامه یا کرم کره بر روی کیک بکار برده می‌شود. بجای آن از کارد معمولی هم می‌توان استفاده کرد ولی بکار بردن این ابزار باعث کیفیت بهتری در صاف و صیقلی کردن سطح کیک دارد.